# Вулиця Володимира Шухова
Вулиця Володи́мира Шу́хова — вулиця в історичній частині міста Конотоп Сумської області.
Розташована в історичній частині міста — район «Воронцове». Пролягає від Сарнавської вулиці на південний захід, після чого з'єднується проїздом з площею Конотопських дивізій і повертає на північ, де після кількох зиґзаґів знову повертає на захід та вирівнюється. Перетинає Проектну вулицю і йде до вулиці Шевченка.

## Назва
Названа на честь Шухова Володимира Григоровича — інженера, архітектора, винахідника та ученого, що перший використав форму однополостного гіперболоїда обертання в архітектурі та будівництві. Також творець перших гіперболоїдних конструкцій.
Водогінна вежа подібної конструкції розміщена на цій вулиці.

## Історія
Вперше згадується 28 червня 1929 року. До середини XX століття була розділена на дві частини: Жуків провулок та Герунів завулок. За версією деяких авторів Жук і Герун — прізвища осіб, що мали відношення до відповідних назв топонімічних об'єктів.
У середині XX століття два провулки об'єднано у вулицю Урицького. Була названа на честь радянського революціонера Урицького Мойсея Соломоновича.
1 грудня 2015 року у рамках декомунізації перейменовано на вулицю Володимира Шухова.

## Пам'ятки історії
По вулиці Володимира Шухова розміщена пам'ятка історії Водогінна вежа (1928—1929 роки).